# KOMA

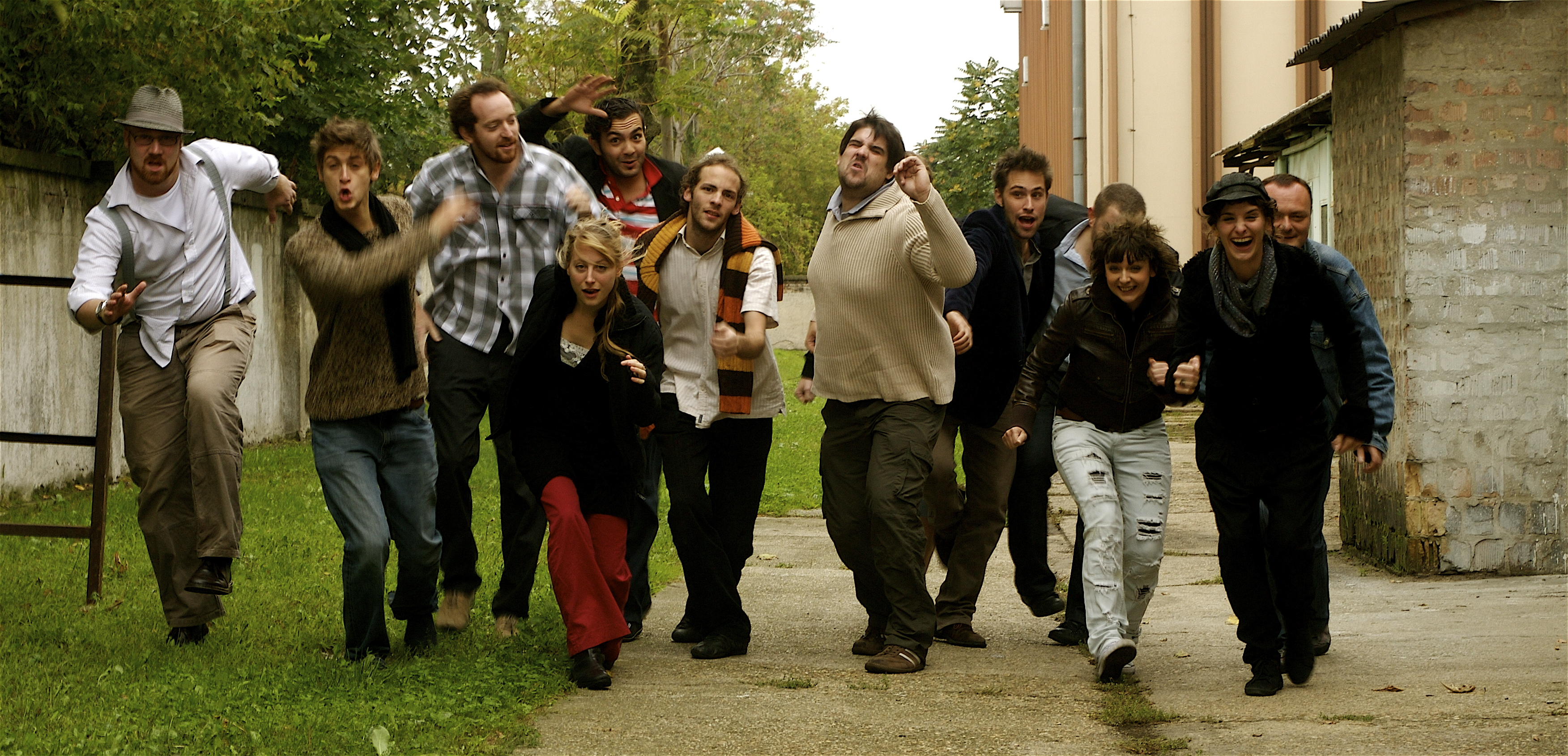
komák

A KOMA egy 2007 nyarán alakult, független, színházi csapat. 2011-ben a XV. kerületben egy iskola tornatermében jutott állandó játszóhelyhez és további anyagi támogatáshoz. A KOMA azt jelenti, hogy KOrtárs MAgyar, így általuk fontosnak tartott, mai, magyar témákat dolgoznak fel. Olyan előadásokat hoznak létre, melyek helyszíni megkötés nélkül bármely térben előadhatóak, és mégis minőséget képviselnek. Téma- és darabválasztásuk során fontosnak tartják, hogy a mondanivalóhoz keressenek megfelelő szöveget vagy írót, aki azt megírja és ne fordítva. Hogy ne a már sikeres szövegbe erőltessék bele azt, amit közölni szeretnének. Hitvallásuk szerint, azért csinálnak színházat, hogy az egyént és a közösséget gondolkodásra ösztönözzék, és ezáltal elősegítsék az értelmes kommunikációt, hogy az egyén közösséget alkosson, válaszokat keressen, vagyis fejlődjön.

## Tagok
A társulat tagjai főként fiatalok. A három magyar nyelvű színművészeti egyetem (Budapest, Kaposvár, Marosvásárhely) mindegyikéről érkeztek végzett hallgatók. A kilencfős művészi csapatot technikailag Mervel Miklós segíti. A társulat vezetője Zrinyi Gál Vince.
- Fekete Zsolt
- Jaskó Bálint
- Kulcsár Viki
- Lass Bea
- Mervel Miklós
- Mohai Tamás
- Sáfrány Eszter
- Szabó Vera
- Pass Andrea
- Polgár Péter
- Valcz Péter
- Vékes Csaba
- Zrinyi Gál Vince

## Előadások
- Plazma
- Dzsing!
- Fédra Fitness
- Eltemetendők, avagy ásni és ásni hagyni
- Idill
- Líra és Epika
- Kisded játékok
- SzJ 9231, avagy a művtev vége
- Café Brasil
- Szuper Irma
- A Sárkány
- Az utolsó roma – Egy utolsó cigány
- A 10. gén

## Díjak
- 2008. (Plazma), 2009. (Fédra Fitness), 2010. (SzJ 9231) –  PoSzt versenyprogram
- 2008. (Garaczi László: Plazma) Legjobb 30 év alatti színésznek járó díj megosztva – PoSzt
- 2008. (Garaczi László: Plazma) Legjobb független színházi előadás – Színikritikusok-díja

## Külső hivatkozások
- www.komatarsulat.hu